# Psephotellus pulcherrimus
Il pappagallo del paradiso (Psephotellus pulcherrimus) è un uccello estinto della famiglia degli Psittaculidi. Questo variopinto pappagallo di medie dimensioni era originario delle distese erbose presso il confine tra Queensland e Nuovo Galles del Sud, in Australia nord-orientale. Un tempo abbastanza comune, nonostante il suo ridotto areale, venne avvistato per l'ultima volta nel 1927. Da allora si sono susseguite una dietro l'altra varie ricerche, ma nessuna di queste è stata in grado di fornire prove riguardo ad una sua probabile sopravvivenza.
I pappagalli del paradiso vivevano in coppie o in piccoli gruppi familiari; costruivano i nidi nelle cavità vuote dei termitai o in luoghi simili, spesso nelle vicinanze del suolo, e si nutrivano, per quanto ne sappiamo, quasi esclusivamente di semi di piante erbacee.
Il piumaggio era straordinariamente variopinto, perfino per i normali standard dei pappagalli: era un misto di turchese, acquamarina, scarlatto, nero e marrone; la coda era lunga quasi quanto il corpo, ma era piuttosto difficile vederla perché, pur essendo il pappagallo del paradiso un rapido ed eccellente volatore, trascorreva quasi tutto il tempo sul terreno.
Le cause del declino della specie sono soltanto ipotetiche. Tra le più probabili vi sono il sovrappascolo, la deforestazione, il mutare del regime degli incendi, la caccia effettuata dai collezionisti di uccelli e la predazione da parte di mammiferi introdotti come i gatti. Già alla fine del XIX secolo era divenuta molto rara e nel 1915 fu addirittura ritenuta estinta. Nel decennio successivo una serie di ricerche riuscì ad individuare pochi esemplari sopravvissuti, ma l'ultimo avvistamento risale al 14 settembre 1927.